# Willy Leow

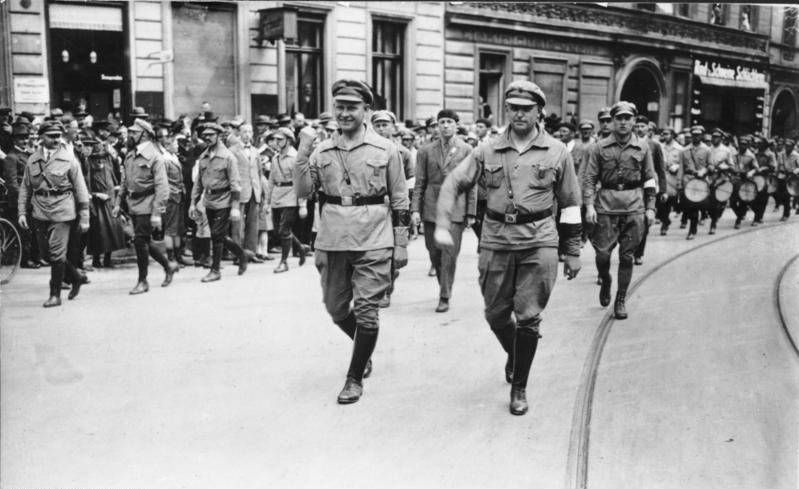
Willy Leow (rechts) neben Ernst Thälmann (1927)

Willy Leow (* 25. Januar 1887 in Brandenburg an der Havel; † 3. Oktober 1937 in der Sowjetunion) war ein deutscher Politiker der Kommunistischen Partei Deutschlands (KPD) und Mitglied des Reichstag in der Weimarer Republik von 1928 bis 1933. Leow war nach Ernst Thälmann der Zweite Bundesvorsitzende des paramilitärischen Rotfrontkämpferbundes (RFB). Mit der Wahl Thälmanns zum Vorsitzenden der KPD war Leow praktisch der Leiter des Wehrverbandes.

## Leben und Wirken
Willy Leow besuchte die Volksschule in Brandenburg. Danach erlernte er das Tischlerhandwerk und wurde an der Arbeiterbildungsschule in Berlin unterrichtet. Im Januar 1904 wurde Leow Mitglied des Deutschen Holzarbeiterverbandes. Im selben Jahr trat Leow in die SPD ein, der er bis 1916 angehörte. Leow beteiligte sich 1917 an der Gründung des Spartakusbundes und gehörte kurzzeitig der USPD an. Er wurde im Frühjahr 1918 zusammen mit Leo Jogiches, Willi Budich und anderen verhaftet und wurde erst mit der Novemberrevolution befreit. Leow war mit der Gründung der KPD zum Jahreswechsel 1918/19 deren Gründungsmitglied.
1925 wurde Leow zum Zweiten Vorsitzenden des RFB, der 1924 gegründeten Wehr- und Schutzorganisation der KPD, gewählt. 1928 wurde Leow in den Reichstag gewählt, dem er bis 1933 angehörte. Der SPD-Politiker Herbert Wehner, der in der Weimarer Zeit selbst Kommunist war, schrieb Jahrzehnte später in seinen Lebenserinnerungen, Leow sei „eine durch und durch korrupte Person“ gewesen.
Nach der nationalsozialistischen Machtergreifung floh Leow ins Ausland. Ab 1935 lebte er in der Sowjetunion. Er arbeitete als Redakteur und Leiter des deutschsprachigen Staatsverlages in der Wolgadeutschen Republik. 1936 wurde er im Zuge der Stalinistischen Säuberungen verhaftet und am 3. Oktober 1937 wegen „Organisation einer trotzkistisch-terroristischen Gruppe“ vom Militärkollegium des Obersten Gerichts der UdSSR zum Tode verurteilt und erschossen.

### Post mortem
In der von der Sozialistischen Einheitspartei Deutschlands (SED) beherrschten Geschichtsschreibung der Deutschen Demokratischen Republik fiel Leow einer Damnatio memoriae anheim, das heißt, er wurde in Geschichtsbüchern der und in der öffentlichen Erinnerungskultur bewusst verschwiegen: Seine Person wurde gezielt nicht erwähnt und Spuren seiner Existenz systematisch aus Dokumentenveröffentlichungen und Bildreproduktionen beseitigt. So wurde Leow beispielsweise aus einer vielfach abgedruckten Fotografie, die ihn neben Ernst Thälmann während eines RFB-Aufmarsches in den 1920er Jahren zeigte, herausretuschiert. Grund für diese Praxis war, dass die Verhaftung und Hinrichtung eines deutschen Kommunisten und Flüchtlings vor dem Faschismus wie Leow in der Sowjetunion nicht mit dem Geschichtsbild der SED vereinbar war und er daher in keiner Veröffentlichung vorkommen durfte.